# James Buchanan
|  | Denne artikel omhandler den amerikanske præsident. Se James M. Buchanan for opslag om den amerikanske økonom og Nobelpristager. |
James Buchanan (født 23. april 1791, død 1. juni 1868) var USA's 15. præsident, i perioden 1857-1861. Han er den hidtil eneste ugifte præsident.
Buchanan kritiseres for ikke at have forhindret den splittelse i landet, der førte til den amerikanske borgerkrig, og mange anser ham for at have været den ringeste præsident i USA's historie.